# Princ egyptský
Princ egyptský je americký animovaný film o osvoboditeli Židů Mojžíšovi z roku 1998 založený na Starém zákoně.

## Děj
Film začíná ve starém Egyptě ovládaném faraony, kde žijí již po staletí Hebrejové v porobě, jako otroci a dělníci. Farao se početné chudiny bojí, proto pořádá na židovské obyvatele hony, při nichž vraždí malé chlapce. A v této chvíli se setkáváme s ženou Joševet, matkou tří dětí: Miriam, Árona a Mojžíše. Mojžíš je nejmladší a jeden z těch, po nichž pátrají egyptští vojáci. Ve snaze zachránit své třetí dítě ho Joševet zavře do vymazaného košíku a pošle jej po řece Nil. Dítě nakonec najde faraonova manželka a ujme se ho jako vlastního syna. (Podle Starého zákona v tom mnoho náhody nebylo – Joševet pustila košík záměrně před královským palácem a nechala Miriam, aby bratra hlídala, dokud nedopluje k nohám princezny).
Mojžíše vychovají a vzdělají jako prince. Skvěle vychází se svým bratrem Ramessem a oba dva jsou bezstarostnými egyptskými aristokraty. Když však na Ramessově korunovaci dostane Mojžíš jako dar krásnou dívku z kmene Madianitů, všechno se změní. Dívka v noci uteče a když ji princ pronásleduje městem, potká své pravé sourozence Miriam a Árona. Je vyděšen a na útěku před nimi se dostane do chrámu, kde na freskách uvidí hrůzu, jakou Hebrejci museli prožívat, když farao vraždil jejich děti. Otec Seti I. mu však řekne, že to byli pouze otroci a nic víc. Mojžíš se snaží předstírat, že se nic nestalo, ale když uvidí Egypťana útočícího na židovského otroka, pochopí, že musí bránit svůj lid a vojáka zabije. Před hrozícím trestem uteče do pouště a nakonec se dostane k madianitským kočovníkům, kteří ho vlídně přijmou a udělají pasákem ovcí. Sefora, Madianitka dovlečená do paláce, se později stane jeho ženou – a díky jejímu otci, knězi Jetrovi, objevuje Mojžíš novou, jinou víru. Při hledání zatoulané ovce se mu v poušti zjeví Bůh, který mu přikáže, aby Židy vyvedl z Egypta a dovedl je do země zaslíbené. Mojžíš odchází do Egypta, kde prosí Ramesse o svobodu pro svůj národ, ten ho ale nebere vážně a nakonec se na nevlastního bratra rozzlobí a nechá ho vyhnat. Ve snaze Ramesse přimět, aby Židy propustil, sešle Mojžíš s boží pomocí na Egypt kruté rány, ale faraona mor, kobylky, krvavý Nil ani žáby neobměkčí. Pohne jím až smrt jeho prvorozeného syna, když Bůh během jediné noci způsobí, že v Egyptě pomře vše prvorozené – s výjimkou Izraelitů. Židé jsou tedy propuštěni a Mojžíš je vyvede z Egypta. Ramesse se je před Rudým mořem ale ještě pokusí dostihnout a pomstít se – Mojžíš však zázrakem nechá rozestoupit moře, takže Izraelité uniknou a egyptští vojáci se ve vlnách utopí. Vedeni Mojžíšem se Židé vydají do pouště hledat svou zaslíbenou zemi.

## Zajímavost
Ofra Haza, slavná izraelská zpěvačka, namluvila a především nazpívala roli Joševet, Mojžíšovy matky, ve všech jazykových mutacích filmu. V české verzi si proto můžete všimnout zvláštního přízvuku Joševet.

## Obsazení
- Val Kilmer – Mojžíš; také Hlas Boha
- Michelle Pfeifferová – Cipora (Mojžíšova žena)
- Ralph Fiennes – Ramesse II. (Faraon egyptský, nevlastní bratr Mojžíše)
- Sandra Bullock – Miriam (Mojžíšova sestra)
- Jeff Goldblum – Aaron (Mojžíšův bratr)
- Patrick Stewart – Seti I. (Faraon, Mojžíšův nevlastní otec)
- Helen Mirren – Tuya, manželka faraona, Mojžíšova nevlastní matka
- Danny Glover – Jetro, otec Sipory
- Steve Martin, Martin Short – čarodějové Hotep a Huy
- Ofra Haza – Jocheved, Mojžíšova matka

## Dabing
- Jan Šťastný – Mojžíš; také Hlas Boha
- Aleš Procházka – Ramesse II. (Faraon egyptský, nevlastní bratr Mojžíše)
- Jana Mařasová – Miriam (Mojžíšova sestra)
- Kateřina Brožová – Cipora (Mojžíšova žena)
- Pavel Pípal – Seti I. (Faraon, Mojžíšův nevlastní otec)
- Dana Syslová – Královna Tuya
- Rudolf Vodrážka – Jetro, otec Sipory
- Otakar Brousek ml. – Hotep
- Josef Carda – Huy
- Alexej Pyško – Aaron (Mojžíšův bratr)
- Dorota Beneš – Jocheved, Mojžíšova matka